# Selenidera langsdorffii
Selenidera langsdorffii ("grönnäbbad tukanett") är en fågel i familjen tukaner inom ordningen hackspettartade fåglar. Den betraktas i allmänhet som underart till prakttukanett (S. reinwardtii), men har getts artstatus av Birdlife International och IUCN, som kategoriserar den som livskraftig. Fågeln återfinns i Sydamerika i östra Peru, västra Brasilien och norra Bolivia.